# Саидов, Хаджимурад Магомедханович
Хаджимурад (Гаджимурад) Магомедханович Саидов (1 января 1997, с. Новочуртах, Новолакский район, Дагестан, Россия) — российский спортсмен, призёр чемпионата России по боевому самбо.

## Биография
Уроженец села Новочуртах Новолакского района. Воспитанник махачкалинской СШОР по единоборствам, занимается у Шамиля Алиева, также тренировался у  М. А. Магомедова и Г. А. Омарова. В январе 2015 года одержал победу на Первенстве Дагестана по дзюдо среди юниоров и юниорок 1995-1997 годов рождения. В начале ноября 2022 года в Каспийске одержал победу на чемпионате Дагестана по боевому самбо. В декабре 2022 года в Грозном победил на чемпионате СКФО. 1 марта 2023 года в Перми стал бронзовым призёром чемпионата России по боевому самбо

## Спортивные достижения
- Чемпионат России по самбо 2023 — ;